# Indigofereae
Indigofereae (лат.) — триба цветковых растений в составе подсемейства мотыльковые семейства бобовые.

## Описание
Триба объединяет кустарники, полукустарники и небольшие деревья. Листья непарно-перистосложные, у представителей рода Phylloxylon листья отсутствуют, а ветви видоизменены в кладодии. Цветки собраны в кисть. Тычинки обычно сросшиеся. Завязь сидячая.

## Систематикиа
Триба включает в шесть родов и более 700 видов:
- Cyamopsis DC. — Циамопсис — Африка и Аравийский полуостров, 4 вида[4][5].
- Indigastrum Jaub. & Spach — Африка и Австралия, 9 видов[4][6].
- Indigofera L. typus — Индигофера, или Индигонос — Всего около 750 видов, из них 550 видов в Африке и на Мадагаскаре, 105 видов в Ориентальной области, 50 видов в Австралии и 45 видов в Мексике, Центральной и Южной Америки[5][7].
- Microcharis Benth. — Африка, Мадагаскар, Аравийский полуостров, 36 видов[4][5].
- Phylloxylon Baill. — Мадагаскар, 7 видов[8].
- Rhynchotropis Harms — Африка, 2 вида[4][5].

Род Vaughania S.Moore, который рассматривался как самостоятельный, сининимизирован с родом Indigofera
Филогенетически наиболее близкие отношения триба Indigofereae имеет с трибой Millettieae, особенно с мадагаскарским родом Disynstemon. Родиной трибы считают Африку. Анализ молекулярно-генетических данных показывает, что расхождение трибы от предковых форм произошло примерно 16 млн лет назад.

## Цитогенетика
Число хромосом у Indigastrum 2n=14, у Indigofera от 16 до 32.

## Хозяйственное значение
Представители трибы широко используются человеком. Представители рода Cyamopsis являются продуцентами гуаровой камеди, широко применяемой в пищевой промышленности и фармакологии. Вещества, извлекаемые из растений рода Indigofera, используются как естественные красители (индиго) и для производства антимикробных и антиоксидантных препаратов.